# Cixius pallens
Cixius pallens är en insektsart som beskrevs av Maximilian Spinola 1852. Cixius pallens ingår i släktet Cixius och familjen kilstritar. Inga underarter finns listade i Catalogue of Life.